# Anastoechus nomas
Anastoechus nomas är en tvåvingeart som beskrevs av Paramonov 1930. Anastoechus nomas ingår i släktet Anastoechus och familjen svävflugor. Inga underarter finns listade i Catalogue of Life.